# Grafematica
La grafematica (o grafemica) è, in linguistica, il campo di studio che si occupa dei sistemi di scrittura, dell'organizzazione dei grafemi all'interno di questi e della loro relazione con il sistema fonologico delle lingue che scrivono.
Così come la fonologia indaga la pertinenza dei tratti per stabilire se sono in ciascun caso distintivi o meno, la grafematica definisce la pertinenza dei grafemi e studia le relazioni che si stabiliscono tra grafemi e fonemi di un determinato sistema linguistico.